# John Hardie
John Hardie (Lumsden, 27 de julio de 1988) es un jugador escocés de rugby nacido en Nueva Zelanda que se desempeña como flanker, y actualmente internacional por Escocia. 
Hardie juega principalmente como flanker del lado abierto, aunque también es cómodo en el lado ciego. Habiendo jugado previamente para los Southland Stags en la ITM Cup y los Highlanders en el Super Rugby, Hardie actualmente ha firmado un contrato por breve tiempo con la Scottish Rugby Union para la duración de la Copa Mundial de Rugby de 2015.

## Carrera

### Provincial
Como estudiante de Southland Boys High School estuvo en el primer XV durante tres años, de 2004 a 2006, ganando un puesto en la selección de escuelas secundarias de Nueva Zelanda en su último año. Al siguiente, fue miembro de la selección sub-19 de Nueva Zelanda que ganó la Copa Mundial de Rugby Juvenil de 2007 en Irlanda.
Hizo su debut con Southland en 2007 contra Otago, y se convirtió en titular durante la Air New Zealand Cup de 2009, apareciendo en cada partido y anotando tres ensayos. Siguió siendo un miembro clave del equipo cuando los Stags defendió el Ranfurly Shield durante la mayor parte de la temporada de la ITM Cup de 2010. Otra temporada sobresaliente con los Stags fue la de 2011, en la que recuperaron el Ranfurly Shield de Canterbury, y lo escogieron jugador de los Stags del año, y también el jugador del año para los Southland Supporters Club por segundo año. En 2013, Hardie de nuevo ganó el título de jugador del año de los Stags y también el título de los jugadores, y lo mismo en 2014 fue jugador del año.

### Super Rugby
Gracias a su buena actuación en la Air New Zealand Cup de 2009, Hardie fue incluido en el equipo de los Highlanders para el Super 14 2010. Sirvió sobre todo de apoyo a los flankers titulares, Adam Thomson y Alando Soakai, hizo 11 apariciones a lo largo de las 13 jornadas de la temporada, incluyendo tres veces como titular.
En 2012, con la marcha de Soakai a Japón, Hardie se convirtió en el flanker titular del lado abierto, pero fue apartado tras una seria lesión.
Mientras los Highlanders tuvieron una mala temporada en 2013, Hardie fue uno de los principales jugadores del equipo. Hardie fue contratado para la temporada de Super 15 2015 por los Highlanders.

### Internacional
John Hardie hizo un gran debut con Escocia el 22 de agosto de 2015, en un partido de preparación para la Copa Mundial de Rugby, contra Italia en Turín. Hardie puede jugar con Escocia a travñes de su abuela, que era de Low Valleyfield, Culross en Fife.
En 2015 es seleccionado para formar parte de la selección escocesa que participa en la Copa Mundial de Rugby de 2015. En su estreno, contra Japón, anotó un ensayo al principio de la segunda parte, contribuyendo así a la victoria de su equipo 10-45. Fue elegido por los aficionados (a través de Twitter como "Hombre del partido" (Man of the Match) en enfrentamiento de su equipo contra Samoa en la fase de grupos, el 10.10.2015, habiendo anotado otro ensayo en la victoria de su equipo sobre Samoa 33-36.